# Тит Цезерний Стациан
Тит Цезерний Стаций Квинкций Стациан Мемий Макрин (на латински: Titus Caesernius Statius Quinctius Statianus Memmius Macrinus; * 105 г.) е политик и сенатор на Римската империя през 2 век и приятел на император Адриан.

## Произход и кариера
Произлиза от Аквилея. Той е син на Тит Цезерний Македон, който през 107 г. е прокуратор на Цезарийска Мавретания, и на Руцилия Приска Сабиниана. Неговият брат е Тит Цезерний Квинкциан (суфектконсул през 138 г.).
Стациан придружава като comes император Адриан в Азия, след това през 129 г. е народен трибун и квестор в началото на 130-те години. Става легат на XIIII Близначен легион и 138 до 141 легат на III Августов легион в Нумидия, където получава статуя. През 141 г. той е суфектконсул с неизвестен колега. През 150 г. е управител на Горна Германия.
Стациан е също и императорски свещеник (sodalis Augustalis).